# Hellfueled
Hellfueled ist eine schwedische Stoner-Rock-Band aus Huskvarna, die 1998 unter dem Namen Firebug gegründet wurde.
Ihr Debütalbum Volume One erschien 2004. Das Album hat seine Bekanntheit innerhalb der Szene zum großen Teil dem Umstand zu verdanken, dass die Stimme des Sängers Andy Alkman (kein Pseudonym) der Stimme von Ozzy Osbourne sehr ähnelt, und auch die Gitarren stark an Zakk Wylde erinnern, wodurch Reminiszenzen an die Solowerke des Black-Sabbath-Sängers vorhanden sind.
Die Band wird aus diesem Grund innerhalb der Szene gleichzeitig gefeiert und kritisiert, da man der Band, trotz der hohen Qualität ihrer Musik, nachsagt, nur eine Kopie von Ozzy Osbourne zu sein.
Ihr Live-Debüt in Deutschland gaben Hellfueled auf dem Rock Hard Festival 2005.

## Diskografie
- 2004: Volume One (Album)
- 2005: Midnight Lady (Single)
- 2005: Born II Rock (Album)
- 2007: Memories in Black (Album)
- 2009: Emission of Sins (Album)